# Lotto Sport Italia
Lotto Sport Italia er en italiensk producent af sportsudstyr og sportstøj med hovedkvarter i Trevignano, Treviso. 
Lotto blev etableret i 1939 af Caberlotto-familien (som ejede F.C. Treviso) i Montebelluna, som en producent af fodtøj. I juni 1973 begyndte Lotto at fremstille sportsfodtøj.